# François Fortassin
Pour les articles homonymes, voir Fortassin.
François Fortassin, né le 2 août 1939 à Sarp (Hautes-Pyrénées) et mort le 15 mai 2017 à Bagnères-de-Bigorre, est un homme politique français, membre du Parti radical de gauche. 
Enseignant de profession, il devient sénateur des Hautes-Pyrénées le 3 mars 2001 à la suite du décès de François Abadie, et le reste jusqu'à son propre décès le 15 mai 2017. Au Sénat, il siège au sein du Rassemblement démocratique et social européen.

## Biographie
Après des études secondaires au lycée de Saint-Gaudens, il prépare une licence de lettres à l’université de Toulouse. Il devient professeur certifié d’histoire-géographie et enseigne, à Tarbes, au lycée Théophile-Gautier puis au collège Victor-Hugo. S’il fait un peu de syndicalisme, c’est vers la politique que sa formation historique et son attachement à sa terre natale le poussent naturellement. Ses convictions républicaines et un vrai attachement à la laïcité, autant qu’une certaine tradition familiale[Laquelle ?], le conduisent vers le radicalisme.

### Maire de Sarp
En mars 1971, il est élu conseiller municipal de Sarp. Il devient maire de la commune le 20 mars 1977, mandat qu’il exerce jusqu’en 2001, date à laquelle, contraint par la loi limitant le cumul de certains mandats et fonctions exécutives, il démissionne pour occuper les fonctions de premier adjoint. En 1995, il est à l’origine de la création de la communauté des communes de la vallée de la Barousse, dont il est élu vice-président. Il est aussi alors le président de la commission syndicale forestière de la vallée de la Barousse.

### Au Conseil général des Hautes-Pyrénées
François Fortassin fait son entrée au Conseil général des Hautes-Pyrénées en 1979. Il succède au socialiste Pierre Baron qui ne se représentait pas. Il est élu sous l’étiquette MRG, au deuxième tour, avec 45,4 % des suffrages, face au socialiste R. Marrot (41,8 %) et au candidat UDF-PRI M. Giuliani (18,6 %). En 1985, il est mis en ballottage par R. Marrot (PS), le communiste Cabanac et M. Rech de Laval pour le RPR. Arrivé en tête du premier tour (48 % des suffrages), il est le seul à se maintenir au second et recueille 1196 suffrages pour 1502 votants. À partir de 1992, l’accord électoral PS/MRG met un terme à la primaire à gauche. Dès lors, il est élu au premier tour face aux différents candidats que lui opposent l’UDF, le Parti communiste ou l’extrême droite. Il recueille 73 % des suffrages en 1992, 82 % en 1998 et 78 % en 2004. Il est réélu en 2011, il ne se représente pas après le redécoupage des cantons et favorise l'élection du binôme Pascale Péraldi - Laurent Lages lors de l'élection départementale de mars 2015 (canton de la Vallée de la Barousse).
En 1979, après le décès d’Urbain Cazaux, il est choisi pour présider la commission départementale[Laquelle ?]. C’est une fonction qu’il exerce jusqu’en 1982. De 1982 à 1992, il est le premier vice-président du Conseil général, chargé du budget. En mars 1992, Hubert Peyou n’ayant pas été réélu dans son canton d’Ossun, la majorité départementale (PS-MRG-PC) désigne François Fortassin pour lui succéder à la présidence du conseil général, fonction qu’il exerce toujours en 2008 où il est battu par Josette Durrieu après un scrutin serré tranché, au troisième tour, au bénéfice de l'âge. À partir de 1998, il est vice-président de l’Assemblée des présidents de Conseils généraux devenue Assemblée des départements de France, chargé de la coopération décentralisée.
Élu une première fois au Conseil régional de Midi-Pyrénées, en 1982, il y siège jusqu’en 2001 et y préside le groupe des radicaux de gauche.

### Sénateur des Hautes-Pyrénées
Il devient sénateur le 3 mars 2001, à la suite du décès de François Abadie dont il est le suppléant depuis septembre 1983. Il est élu au premier tour le 23 septembre 2001, avec 60,36 % des suffrages, et s’inscrit au groupe du Rassemblement démocratique et social européen. Il est secrétaire de la commission des affaires économiques. Il participe aux travaux de plusieurs groupes d’études en relation avec les grands dossiers du département (l'eau, l'économie agricole alimentaire, l'élevage, l'énergie, forêt et filière bois, le développement économique de montagne, problèmes du sport et activités physiques). Il siège également à la Commission supérieure des sites, perspectives et paysages et au Conseil national de la montagne. Il est réélu le 25 septembre 2011.
Il parraine le candidat En marche ! Emmanuel Macron pour l'élection présidentielle 2017.

### Action publique et réalisations locales
Durant ses mandats successifs, il a contribué à l’équipement et la modernisation de la vallée de la Barousse. Il y mène une politique raisonnée de travaux et d’aménagement : mise en valeur et desserte des 800 hectares de la forêt syndicale de Barousse, maintien des services publics de proximité, création d’équipements publics, travaux routiers, reconstruction du collège, création d’un gymnase, aménagement d’une zone d’activité économique, soutien du pastoralisme et de la production fromagère (Sost), valorisation du patrimoine archéologique et architectural (Troubat, Bramevaque, Ourde), etc.
Accompagnant le Syndicat des eaux de la Barousse et du Comminges dans son développement, dont il est vice-président depuis 1983, il est à l’origine de la création de l’unité d’embouteillage d’eau de source de montagne à Ferrère, gérée par la Société d’économie mixte Saint-Nérée-Barousse, qu’il préside à partir de 1998. Il soutient aussi la création de l’espace muséographique et touristique de la Maison des Sources, sur le site de la Gourdiole, à Mauléon-Barousse, qu’il préside également.
En tant qu’élu départemental, il s’engage sur tous les grands dossiers qui concernent les Hautes-Pyrénées, avec le souci de maintenir l’équilibre entre les territoires ruraux et agglomération tarbaise. Il aime à répéter qu’il est un fervent partisan de la solidarité territoriale d’un aménagement équilibré et harmonieux du territoire départemental. C’est ainsi qu’il est à l’origine de la création par le Conseil général du fonds d’aménagement rural (FAR) et du fonds d’équipement urbain (FEU) qui permettent de soutenir financièrement les communes du département dans leurs opérations d’aménagement. Sous sa présidence, le Conseil général réalise la réhabilitation des collèges dont il a la charge et soutient le développement du pôle universitaire tarbais. En matière touristique, il fait de la reconversion du Pic du Midi une priorité et préside le syndicat mixte, créé en 1996, pour sa valorisation. Il doit également faire face aux délicates reconversions industrielles dans l’agglomération tarbaise et sur le plateau de Lannemezan. En 2005, il rend possible la constitution du Syndicat mixte de la zone aéroportuaire Tarbes-Lourdes-Pyrénées (conseil général, conseil régional, Grand Tarbes, communauté de communes du canton d’Ossun et communauté de communes du pays de Lourdes) portant le projet du centre de démantèlement des avions en fin de vie (PAMELA) et devenu propriétaire de l’aéroport Tarbes-Lourdes-Pyrénées en 2007.
S’il est plutôt favorable à une traversée ferroviaire des Pyrénées, il n’en privilégie aucun des tracés projetés, dans l’attente d’études plus approfondies sur les conséquences économiques et environnementales. Au point de rencontre des préoccupations agricoles et environnementales, il s’intéresse particulièrement aux problèmes de l’eau et préside, de 1994 à 2004, la Compagnie d’aménagement des coteaux de Gascogne. D’autre part, il a longtemps présidé l’office départemental des sports. À la tête du syndicat départemental d'électricité (SDE) depuis 2008, il œuvre à la mise en place d'une réserve internationale de ciel étoilé autour du Pic du Midi de Bigorre.
Homme de passions, François Fortassin partage, avec les habitants de sa région, celle du rugby, de la montagne, de la chasse, de la tauromachie ou des plaisirs de la table. Du cyclisme, autre passion, il a fait un instrument de promotion des Hautes-Pyrénées à l’occasion du passage annuel du Tour de France sur les routes et les cols mythiques du département… y compris le port de Balès, entre Barousse et vallée d’Oueil, pour la première fois en 2007.

### Décoration
En 1997, il est fait chevalier de la Légion d’Honneur.